# Spoliarium
Spoliarium is het meesterwerk van de Filipijnse schilder Juan Luna en een van de bekendste Filipijnse schilderijen. Luna schilderde het werk van vier meter hoog en zeven meter breed in tussen juli 1883 en maart 1884 als inzending voor de Exposición Nacional de Bellas Artes in 1884 in Madrid. Het won op die tentoonstelling de gouden medaille. Het schilderij toont de lichamen van dode gladiatoren die weggesleept worden uit een Romeins amfitheater naar het spoliarium (het mortuarium). Links zijn toeschouwers te zien. Aan de rechterzijde zit een vrouw gehurkt met haar rug deels ontbloot. De scène is geschilderd met ruwe penseelstreken. Luna wilde met deze barbaarse scène uit het oude Rome de misstanden onder de Spaanse koloniale overheid in de Filipijnen onder de aandacht brengen.
Het werk werd in 1886 door de stad Barcelona gekocht voor 20.000 peseta. In 1956 werd het ter gelegenheid van de 100e geboortedag van Luna door de Spaanse overheid aan het Filipijnse volk geschonken. Tegenwoordig hangt het werk in de belangrijkste zaal op de begane grond van het National Museum of the Philippines in de Filipijnse hoofdstad Manilla.

## Bron
- Sanchez, Abad, Jao, Introduction to the Humanities, Rex Book Store, Quezon City p. 24-25 (1982)